# Palais Porcia (Vienne)
Pour l’article homonyme, voir Palais Porcia (Munich).

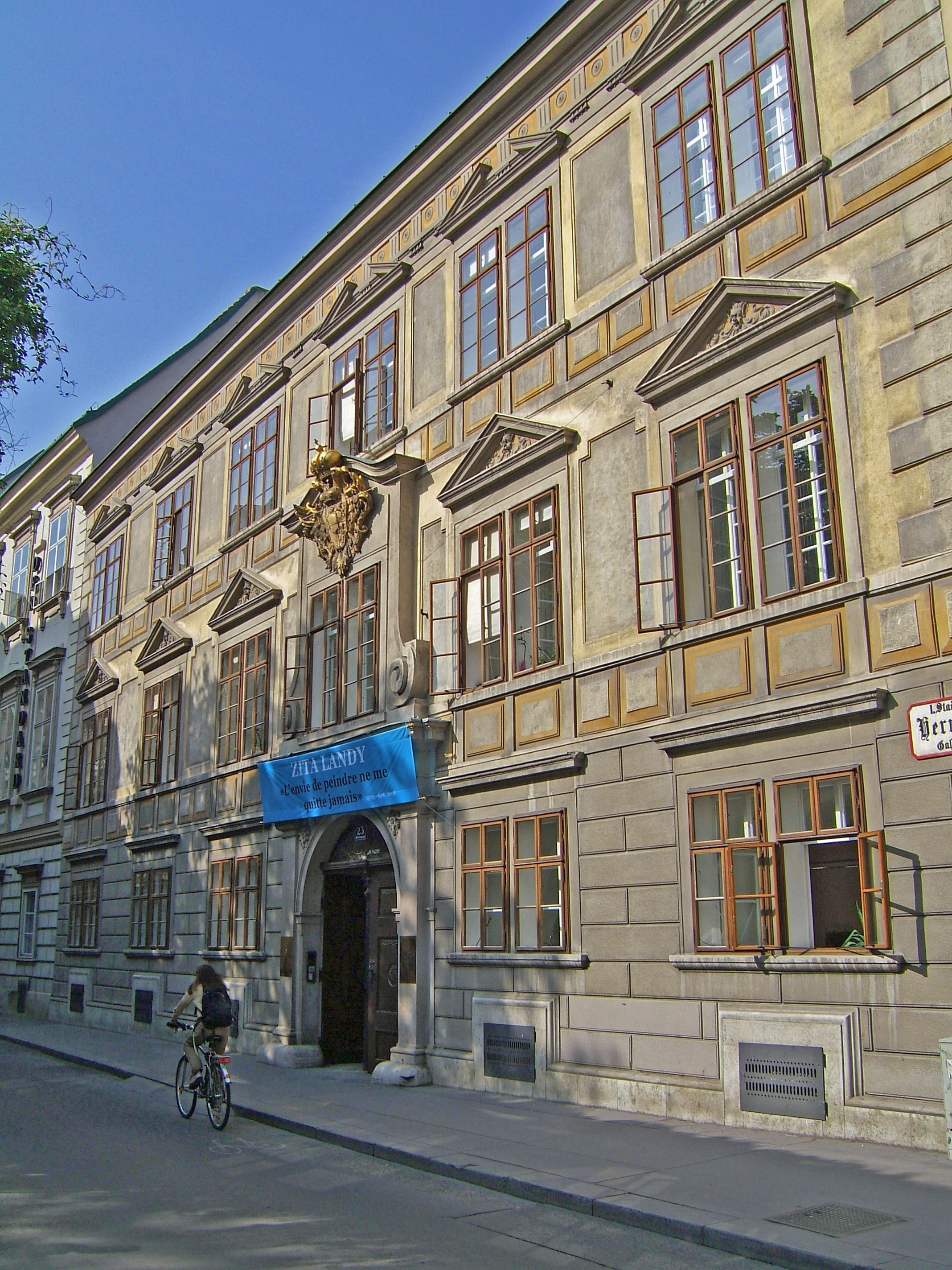
Palais Porcia, Vienne.

Le Palais Porcia est une ancienne résidence urbaine situé à l'ouest de l'Innere Stadt de Vienne, en Autriche. Il est situé au 23, Herrengasse entre le Palais Kinsky et le Palais Trauttmansdorff et à travers le Palais Harrach. Le palais a été construit en 1546 pour les descendants du Comte Gabriel von Salamanca-Ortenburg. Il a été le représentant du style Renaissance qui a émergé à Vienne au milieu du XVIe siècle. Au XVIIe siècle et après, il a été largement remodelé en Baroque et Rococo, mais la cour intérieure comporte encore une arcade de la Première Renaissance. Actuellement, le Palais Porcia abrite la Bibliothèque Administrative de la Chancellerie Fédérale d'Autriche.

## Histoire
Les premiers bâtiments en pierre sur le site de l'actuel Palais Porcia datent du XVe siècle. Les fondations sont plus anciennes, datant de la période Romaine.
En 1528 l'ensemble des bâtiments au sud de Freyung a été acheté par le trésorier royal (en allemand : königliche Pfennigmeister) Johann Löbl. En 1538 Löbl l'a vendu à son successeur trésorier, le Comte Gabriel von Salamanca-Ortenburg. Le nouveau propriétaire a commandé la reconstruction des anciennes structures médiévales, avec des arcades pour se fondre dans une seule résidence seigneuriale, avec la mode de la façade Renaissance. Le travail a été achevé après la mort du comte, en 1546. En 1592, le bâtiment a été transmis aux familles Hofkirchen et Losenstein. En 1602, elles ont commencé un vaste remodelage qui a ajouté des détails Baroques à la façade originale. À l'intérieur, le bâtiment a acquis un superbe escalier en spirale sculpté en "calcaire royal" (en allemand : Kaiserstein) provenant de Kaisersteinbruch.
En 1660, le palais passa au Comte Johann Karl von Porcia. Le bâtiment a survécu à l'incendie de 1683 qui détruisit les bâtiments à proximité de Freyung . Il est encore nommé d'après les Porcia bien que la famille solde la construction dans les années 1720. Dans les années 1750, il fut acheté par la Cour de Marie-Thérèse d'Autriche et reste encore la propriété de l'Etat à ce jour (2010). En 1883, les intérieurs ont été entièrement reconstruits, et le Palais est devenu un palais de justice.

## Bibliothèque
La Bibliothèque Administrative du Ministère de l'Intérieur, prédécesseur de l'actuelle bibliothèque, a été fondée en 1849. Elle était basés dans des bureaux du Ministère sur Wipplingerstrasse. En 1897, la bibliothèque a déménagé dans son propre bâtiment sur Marc-Aurel-Strasse, et un an plus tard, a redéménagé à Hoher Markt. En 1925, la bibliothèque a été relogée dans le récemment rénové Palais Porcia. Depuis la création de la Première République d'Autriche, la bibliothèque reste une branche de la Chancellerie Fédérale.
La bibliothèque propose une collection de référence des lois Autrichiennes et abrite le centre des technologies de l'information de la Chancellerie. Depuis 2000, la bibliothèque a progressivement numérisé les collections des ministères du Gouvernement Fédéral.
En 2010, la bibliothèque prête des livres uniquement aux employés du gouvernement. La salle de lecture est ouverte gratuitement à tous les visiteurs (photo d'identité obligatoire à l'entrée).